# Furnarius
Genre
Furnarius est un genre qui regroupent les six espèces de fourniers  (en espagnol, « Horneros »). Ses membres sont de petits passereaux brun roux, endémiques de l'Amérique du Sud. Ils sont appelés ainsi parce qu'ils construisent un nid en forme de four (« horno »)

## Liste des espèces et distribution géographique
Ces espèces se rencontrent dans toute l'Amérique du Sud à l'exception du Chili et de la Patagonie argentine. D'après la classification de référence du Congrès ornithologique international (ordre phylogénique) :
- Furnarius minor (Pelzeln, 1858) — Petit Fournier — Amazonie colombienne, de l'Équateur, au Pérou et à une partie du Brésil (jusqu'au Rio Solimões).
- Furnarius figulus (Lichtenstein, 1823) — Fournier bridé — Amazonie brésilienne.
- Furnarius leucopus (Swainson, 1838) — Fournier variable — en Amazonie du Venezuela au Mato Grosso brésilien et à la Bolivie.
- Furnarius cinnamomeus — Fournier cannelle
- Furnarius longirostris — Fournier des Caraïbes
- Furnarius torridus (P.L. Sclater et Salvin, 1866) — Fournier à bec clair — même distribution que Furnarius minor, mais plus rare.
- Furnarius rufus (Gmelin, 1788) — Fournier roux — du Brésil, à l'Uruguay, au Paraguay, en Bolivie jusqu'en Argentine.
- Furnarius cristatus (Burmeister, 1888) — Fournier huppé  — de la Bolivie et au Paraguay (Gran Chaco) jusqu'au centre de l'Argentine (nord de Buenos Aires).

## Une particularité: leur nid

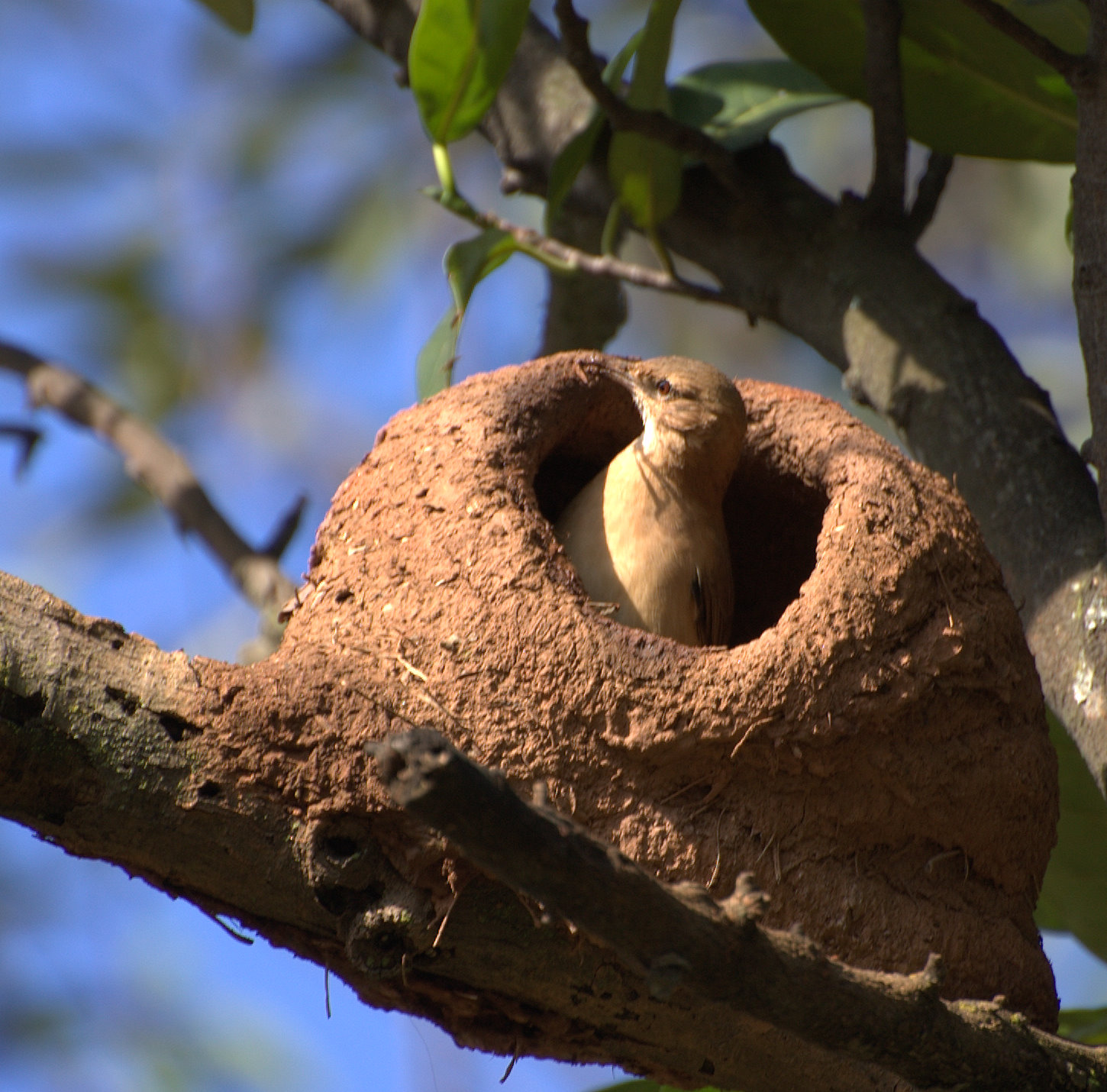
Nid de Furnarius

La construction du nid est réalisée par le couple, en moyenne en une semaine. Il est construit à partir d'éléments divers (boue, poils, paille, racines, matières fécales, etc.) à l'aide de leur bec aussi pour former le « mortier » et pour le déposer à l'endroit adéquat.
La régularité de la forme des nids pour une espèce donnée fait penser qu'il s'agit d'un comportement inné génétiquement.
Le poids final du nid est en moyenne de 5 kg. Il acquiert une dureté considérable une fois qu'il est sec.
Il a une forme extérieure arrondie avec un orifice d'entrée de forme ronde située à droite du côté de l'entrée, donnant accès à un couloir d'accès qui est séparé, par une paroi interne, du lit ou de la chambre dans laquelle les œufs seront incubés.
Chaque nid n'est utilisé qu'une seule fois, du fait qu'un nouveau sera construit l'année suivante. Le nid est abandonné à qui désire l'utiliser, que ce soit une autre espèce d'oiseau ou l'homme qui le récupère souvent afin d'en faire un ornement (ce qui arrive fréquemment).
Ils préfèrent situer leur nid sur des poteaux ou des branches, protégés du vent. Et dans les villes on en trouve sous les corniches des édifices. Ils ont également l'habitude de construire ces nids sur des spécimens de palmiers de très grande hauteur (palo borracho par exemple). Ces palmiers peuvent atteindre 15 mètres et leur tronc épineux est une protection efficace additionnelle contre les prédateurs.

## Reproduction
Le couple reste stable toute la vie. Dès l'arrivée du printemps la chambre du nid hébergera une moyenne de quatre petits œufs, qui seront incubés par les deux parents de manière alternative, durant 15 jours. Lorsque l'un des membres du couple revient au nid, il s'annonce par son chant bien connu afin que son conjoint sorte.

## Relations avec l'Homme

### Des noms vernaculaires variés
On les appelle aussi Tiluchi en Bolivie, casero dans les provinces de Tucumán et d'Entre Ríos, ou encore caserito ou alonsito.

### Un oiseau national
Le fournier roux (Furnarius rufus), espèce la plus commune, a été nommé oiseau national de l'Argentine, pays dans lequel on le trouve en abondance. Il y habite aussi bien à la campagne que dans les villes où il se montre peu craintif.